# 9. ceremonia wręczenia Węży
9. ceremonia rozdania Węży – gala rozdania antynagród filmowych przyznawanych najgorszym polskim filmom za rok 2019. Nominacje do nagród zaprezentowano 10 marca 2020 roku. Ogłoszenie wyników odbyło się w mediach społecznościowych i w serwisie YouTube, gdzie poszczególnych zwycięzców prezentowali m.in. Abelard Giza, Wojciech Mann, Krzysztof Materna czy Katarzyna Pakosińska.

## Nominowani

### Wielki Wąż – najgorszy film roku
- Futro z misia („Za cudowną wycieczkę w filmową przeszłość, gdy żarty były przaśne, a fabuły obciachowe.”)
  - Diablo. Wyścig o wszystko
  - Jak poślubić milionera
  - Miszmasz, czyli kogel-mogel 3
  - Sługi wojny

### Najgorsza reżyseria
- Kacper Anuszewski, Michał Milowicz (Futro z misia)
  - Kacper Anuszewski (Serce do walki)
  - Mariusz Gawryś (Sługi wojny)
  - Michał Otłowski, Daniel Markowicz (Diablo. Wyścig o wszystko)
  - Kordian Piwowarski (Miszmasz czyli Kogel Mogel 3)

### Najgorszy scenariusz
- Paweł Bilski, Olaf Lubaszenko, Michał Milowicz, Kacper Anuszewski (Futro z misia)
  - Mariusz Gawryś, Maciej Strzembosz (Sługi wojny)
  - Ilona Łepkowska (Miszmasz czyli Kogel Mogel 3)
  - Daniel Markowski, Michał Otłowski (Diablo. Wyścig o wszystko)
  - Karolina Szymczyk-Majchrzak (Jak poślubić milionera?)

### Najgorszy sequel, prequel, remake
- Miszmasz, czyli kogel-mogel 3 (reż. Kordian Piwowarski; prod. Tadeusz Lampka, Ilona Łepkowska)
  - Kobiety mafii 2 (reż. i prod. Patryk Vega)
  - Sługi wojny (reż. Mariusz Gawryś; prod. Włodzimierz Niderhaus)

### Najgorsza rola męska
- Mikołaj Roznerski (Diablo. Wyścig o wszystko)
  - Piotr Adamczyk (Kobiety Mafii 2)
  - Michał Milowicz (Futro z misia)
  - Mikołaj Roznerski (Fighter)
  - Przemysław Sadowski (Futro z misia)

### Najgorsza rola żeńska
- Małgorzata Foremniak (Jak poślubić milionera?)
  - Grażyna Błęcka-Kolska (Miszmasz czyli Kogel Mogel 3)
  - Roma Gąsiorowska (Całe szczęście)
  - Ewa Kasprzyk (Miszmasz czyli Kogel Mogel 3)
  - Karolina Szymczak (Diablo. Wyścig o wszystko)

### Najgorszy duet na ekranie
- Michał Milowicz/Przemysław Sadowski (Futro z misia)
  - Maciej Maleńczuk/wino (Solid Gold)
  - Aleksandra Popławska/Otar Saralidze (Kobiety mafii 2)
  - Katarzyna Skrzynecka/Maciej Zakościelny (Miszmasz czyli Kogel Mogel 3)
  - Karolina Szymczak/Tomasz Włosok (Diablo. Wyścig o wszystko)

### Występ poniżej talentu
- Cezary Pazura (Diablo. Wyścig o wszystko)
  - Janusz Chabior (Kobiety mafii 2)
  - Maciej Maleńczuk (Solid Gold)
  - Zdzisław Wardejn (Miszmasz czyli Kogel Mogel 3)
  - Wiktor Zborowski (Miszmasz czyli Kogel Mogel 3)

### Najbardziej żenująca scena
- Goły tyłek Daniela Olbychskiego (Polityka)
  - Małgorzata Foremniak wykładająca jak podrywać milionerów (Jak poślubić milionera?)
  - Dawid Ogrodnik z pluszowym zającem (Ciemno, prawie noc)
  - Piesek liżący penisa (Miszmasz czyli Kogel Mogel 3)
  - Katarzyna Warnke udzielająca wywiadu – „Dziewczyny, zrywamy pajęczyny” (Kobiety Mafii 2)

### Najgorszy teledysk okołofilmowy
- Mateusz Ziółko i Tabb – Legiony (Legiony) reżyser Alan Kępski
  - Bezczel – Żyć aż do bólu (Proceder) reżyser nieznany
  - Pectus ft. Kasia Cerekwicka – Głowę noś do góry (Jak poślubić milionera?) reżyser: Marcin Martinez Swystun
  - Ania Rusowicz i Sławek Uniatowski – Szukaj mnie (Misz Masz czyli Kogel Mogel 3) reżyser nieznany
  - Sobota ft. Kabe – 6 rano (Kobiety Mafii 2) reżyser: Wini

### Najgorszy plakat
- Serce do walki (prod. Kacper Anuszewski; dystr. Kino Świat)
  - Całe szczęście (prod. Tomasz Blachnicki, Anna Wiśniewska-Gill; dystr. Next Film)
  - Diablo. Wyścig o wszystko (prod. Daniel Markowicz; dystr. Kino Świat)
  - Fighter (prod. Małgorzata Domin, Dominika Mandla; dystr. Kino Świat)
  - Futro z misia (prod. Anna Siergiej, Michał Milowicz; dystr. Monolith Films)

### Najgorszy przekład tytułu zagranicznego
- Impostor – oryg. The Hole in the Ground (dystr. M2)
  - Dogonić marzenia – oryg. Ride Like a Girl (dystr. Mayfly)
  - Królowe zbrodni – oryg. The Kitchen (dystr. Warner Bros)
  - Młody geniusz i kłopotliwe wynalazki – oryg. Gaston Lagaffe (dystr. Kino Świat)
  - Na zawsze razem – oryg. Amanda (dystr. Best Film)

## Podsumowanie liczby nominacji
(Minimum dwóch nominacji)
11: Miszmasz, czyli kogel-mogel 3
8: Diablo. Wyścig o wszystko
7: Futro z misia
6: Kobiety mafii 2
5: Jak poślubić milionera
4: Sługi wojny
2: Całe szczęście, Fighter, Serce do walki, Solid Gold